# Жан-Марк Натьє
Жан-Марк Натьє (фр. Jean-Marc Nattier; 17 березня 1685, Париж — 7 листопада 1766) — французький живописець.

## Біографія
Народився в родині художників: його батько Марк був портретистом, мати Марі Куртюа писала мініатюри, а брат Жан-Батист займався створенням картин за історичними мотивами.
Перші уроки живопису Жан-Марк Натьє отримав від свого батька, потім відвідував курси малювання в Королівській Академії. У п'ятнадцятирічному віці Натьє був удостоєний першого художнього призу Паризької Академії. Жан-Марк Натьє писав репродукції картин Рубенса для Люксембурзької картинної галереї.
У 1717 році Натьє відправився в подорож до Голландії, зустрівся в Амстердамі з Петром I і написав портрети царя і російської імператриці Єкатерини. Петро запропонував Натьє покинути Францію і виїхати з ним до Росії, але, посилаючись на свою любов до батьківщини, художник відхилив його пропозицію. Жан-Марк Натьє провів практично все своє життя в Парижі. На замовлення Петра художником були написані картини «Битва при Лісовий», що відобразили дві знаменні події Північної Війни. Сам імператор цих полотен не побачив, картини були привезені в Росію вже після його смерті.

## Творчість
Жан-Марк Натьє є творцем нового стилю живопису — історичного портрета (фр. Portrait historié). Картини Натьє обоготворюють та ідеалізують образ жінок, яких майстер зображував на своїх полотнах вдягненими в шати міфічних персонажів.
Картини Жан-Марка Натьє зберігаються в Луврі, Версалі, Ермітажі, Пушкінському музеї Москви, Дрезденській картинній галереї і в інших численних художніх музеях світу. Багато картин художника знаходяться в приватних колекціях.

## Галерея

Деякі роботи
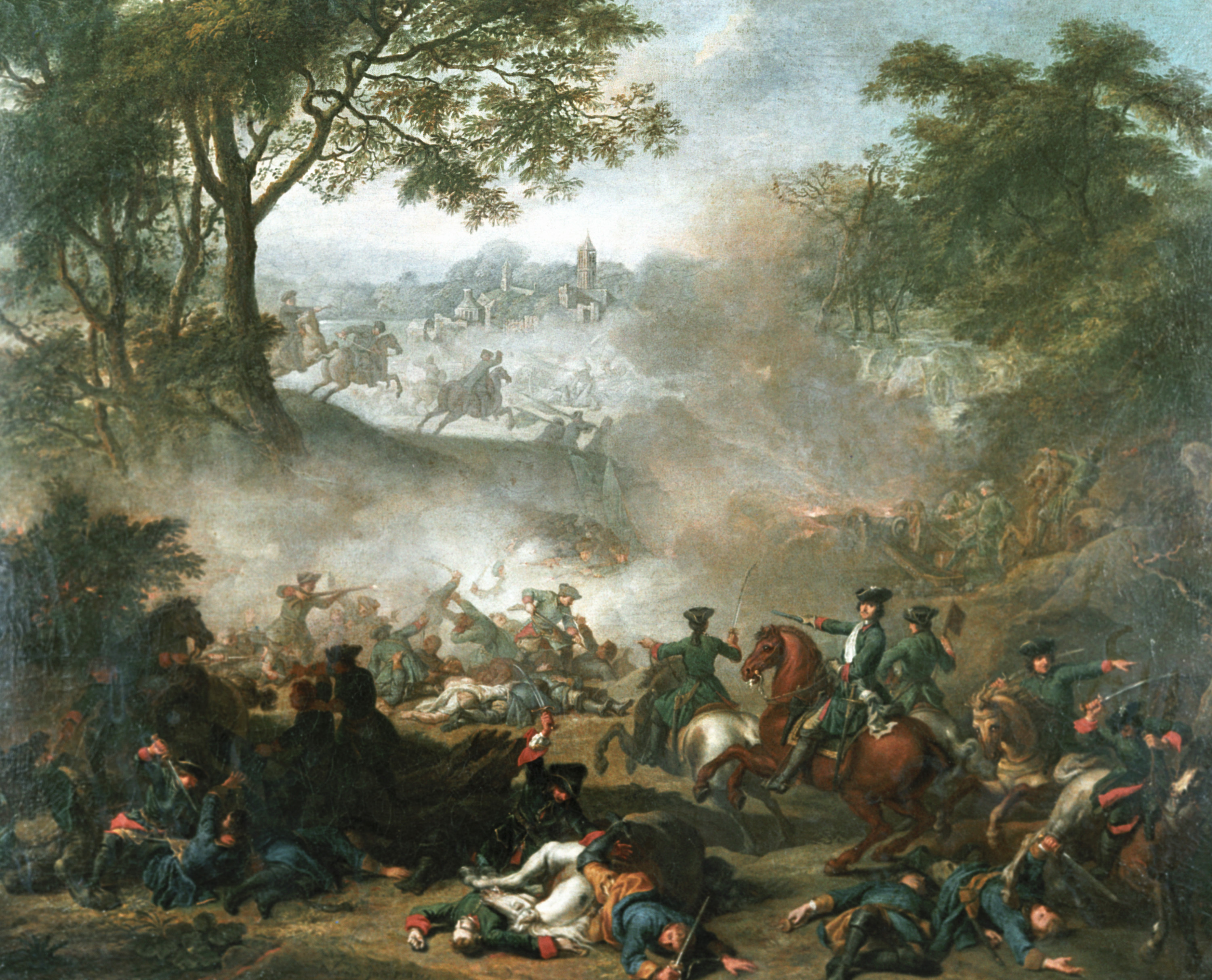
«Битва при Лісній» (1717) Москва, ДМОМ ім. О. С. Пушкіна
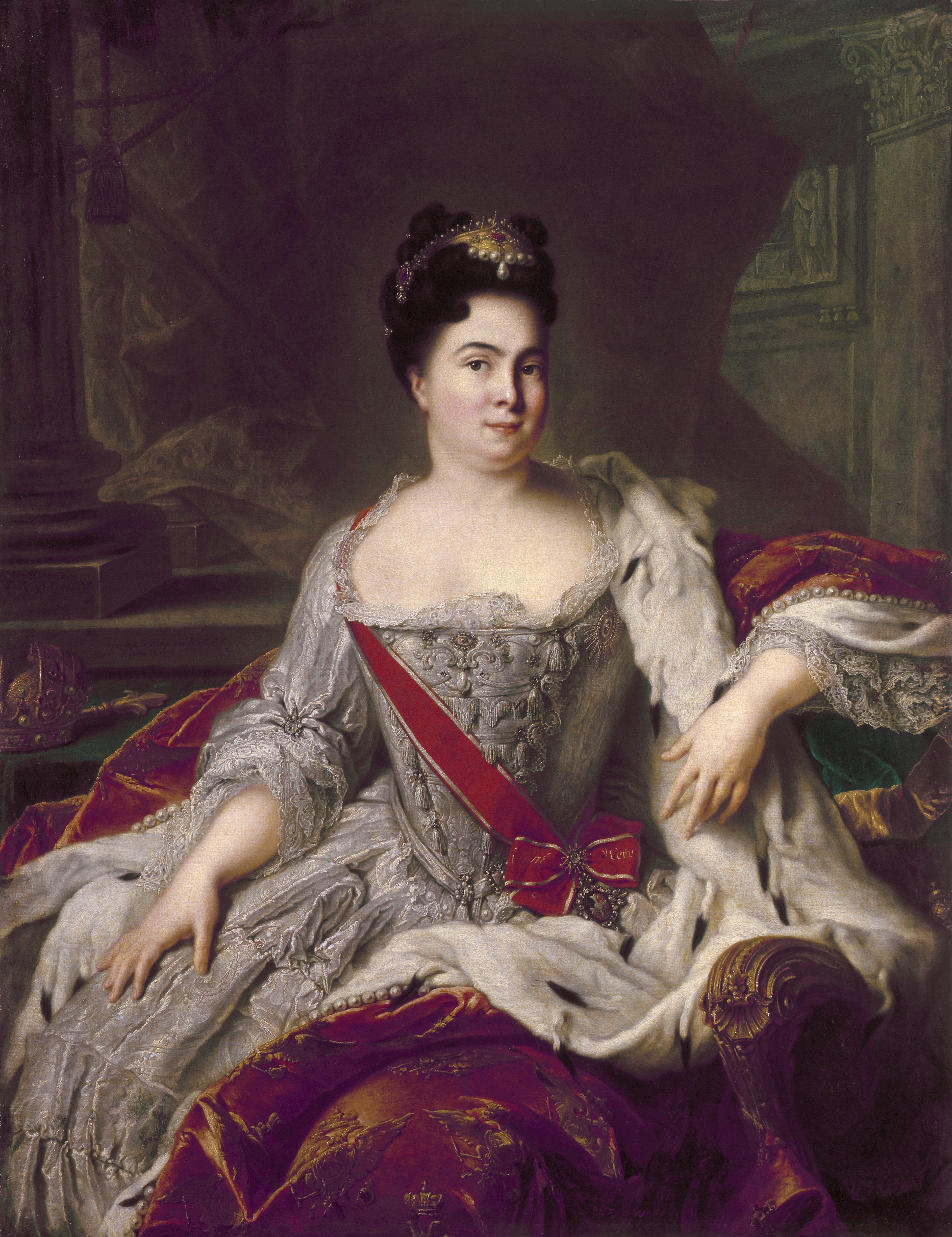
«Катерина I» (1717) Санкт-Петербург, Ермітаж
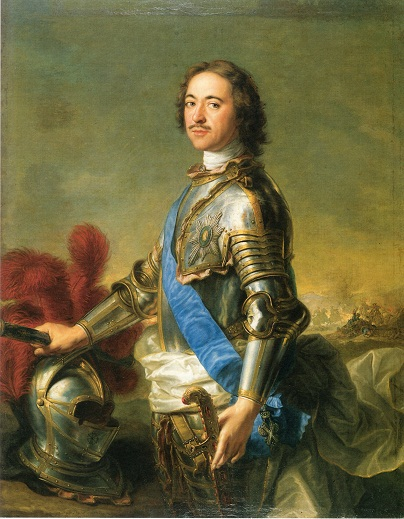
«Петро I» (1717) Музей Резиденції у Мюнхені
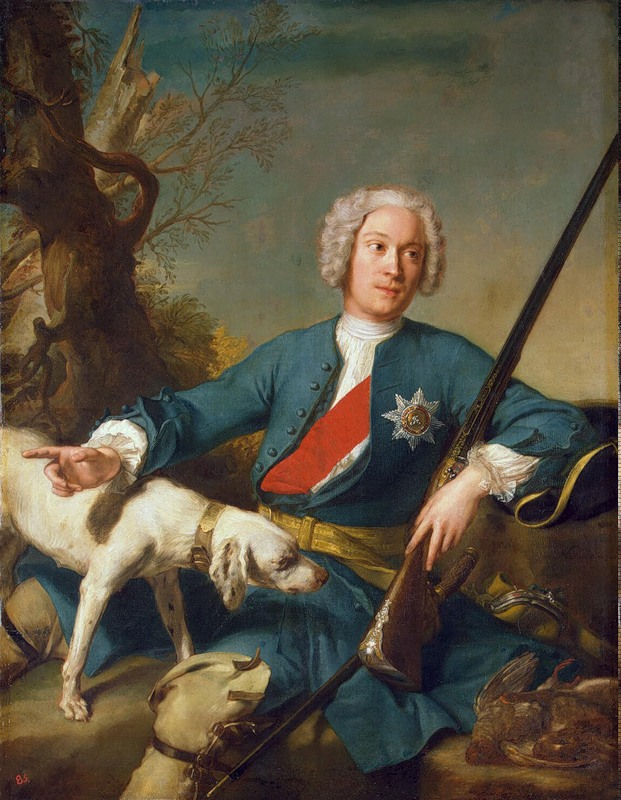
«Князь О. Б. Куракін» (1728) Санкт-Петербург, Ермітаж
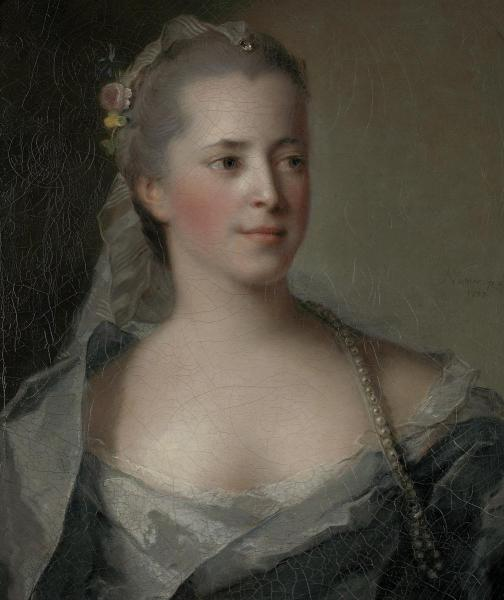
«Княгиня Голіцина» (1757) Москва, ДМОМ ім. О. С. Пушкіна
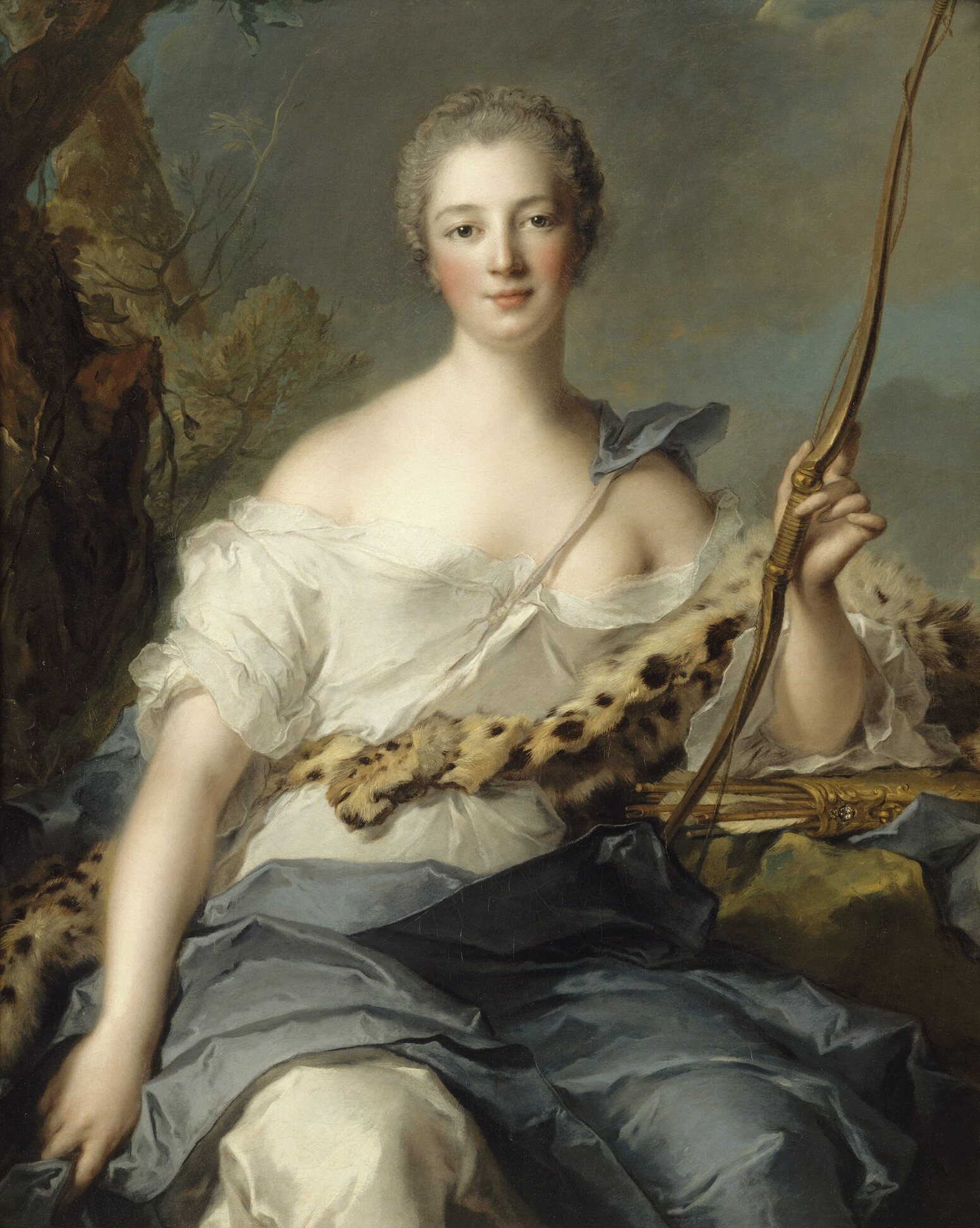
«Маркіза де Помпадур в образі Діани-мисливиці» (1746) Версаль, Національний музей Версальського дворця та Тріанонів
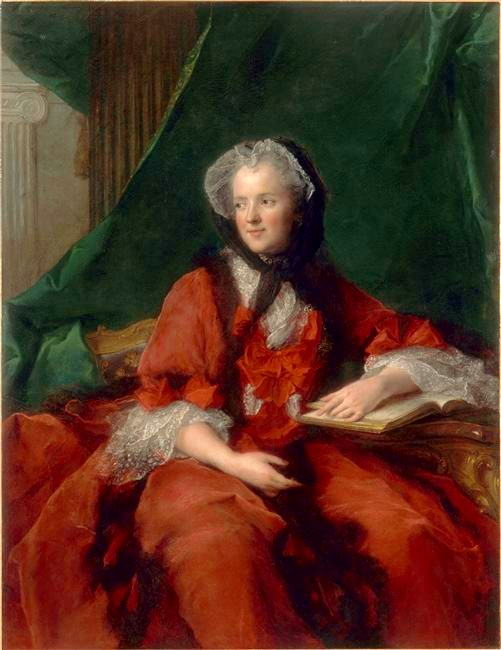
«Марія Лещинська, королева Франції, за читанням Біблії» (1748) Версаль, Національний музей Версальського дворця та Тріанонів
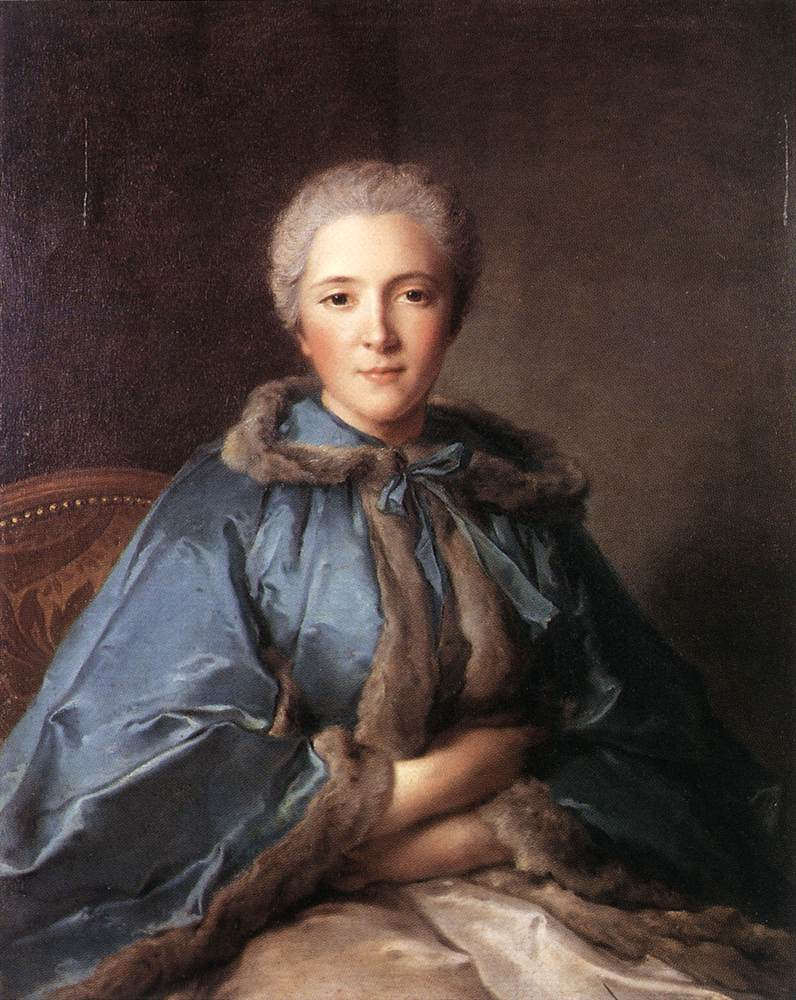
«Графиня де Тил'єр» (1750) Лондон, Зібрання Уоллеса
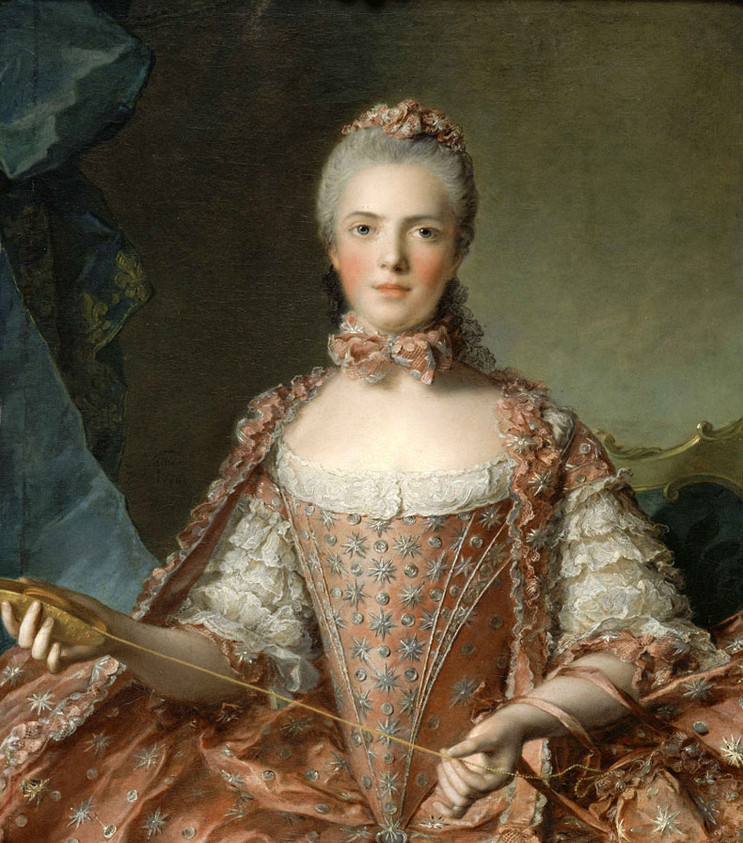
«Марія Аделаіда Французька за плетінням вузлів» (1756) Версаль, Національный музей Версальського дворця та Тріанонів